# Lattenklieven
Lattenklieven of lattenkloven of lattenspletten, was een huisnijverheid die in delen van West-Vlaanderen werd beoefend tijdens de negentiende en twintigste eeuw, hoofdzakelijk voor de bevoorrading van de Benelux en van delen van Frankrijk. De streekgebonden nijverheid van het lattenklieven bestond erin verzaagde boomstammen te klieven tot dunne latten, die dienden als drager van pleisterwerk in plafonds en binnenmuren. De gemeenten Beernem en Sint-Joris-ten-Distel ontwikkelden zich tot productiecentra.

## Geschiedenis
Het ontstaan van het lattenklieven als ambacht en als onderdeel van de vakwerkbouw, dateert uit omstreeks 1850. Voordien, in de eerste helft van de negentiende eeuw, waren het houthandelaars die plafondlatten verkochten. Ze kochten die waarschijnlijk aan bij huisarbeiders in de omgeving van hun bedrijf. 
In 1880 vestigden zich de gebroeders Lemahieu, Henri (1857–1914) en Isidoor (1866–1921) als houtzagers in Beernem. Ze kwamen uit Langemark, waar hun vader Charles Lemahieu (geboren in 1828 te Vlamertinge) een houtbedrijf leidde. Vanaf 1886 behoorde het lattenklieven tot hun activiteiten. In 1888 splitsten zich hun activiteiten. Henri bleef in Beernem, terwijl Isidoor zich in Sint-Joris vestigde. Isidoor ontwikkelde zich het meest en had voor de Eerste Wereldoorlog tot 500 personen in loondienst. Henri was ook actief in het lattenklieven, maar was vooral actief in het aanleggen van tramlijnen en het plaatsen van telefoonpalen.
Voor de latten werd hoofdzakelijk naaldhout, meer bepaald dat van de fijnspar gebruikt. Voor de Franse markt werd vooral met eikenhout gewerkt. Tijdens het interbellum werd de jaarlijkse productie geraamd op één miljoen latten. Vanuit Beernem en Maria-Aalter vertrokken jaarlijks 600 tot 700 wagons met latten. De afnemers waren plafonneerders en aannemers, al dan niet via handelaars in bouwmaterialen. 
Vanuit Beernem en Sint-Joris verspreidde zich het lattenklieven over Vlaanderen. Na de Eerste Wereldoorlog was er uitbreiding in Aalter, Maria-Aalter en Knesselare. Nadien werd het lattenklieven in beperkte mate ook beoefend in Doomkerke, Maldegem, Anzegem, Waregem, Poperinge, Proven en Woesten.
De vraag naar plafondlatten was het hoogst voor de wederopbouw na beide wereldoorlogen. Vanaf het einde van de jaren dertig kwamen gepleisterde platen en vezelplaten op de markt. Begin jaren vijftig ging de vraag naar plafondlatten sterk achteruit, om weldra bijna volledig te verdwijnen.

## Materiaal en werkplaatsen
Behalve in enkele georganiseerde bedrijven, gebeurde het lattenklieven door thuiswerkers. Ze werkten in een stal of een hok, 'lattenkot' genaamd, dat beschutting bood tegen gure weersomstandigheden.
Er was weinig specifiek materiaal. Om de boomstammen kliefklaar te maken beschikten de lattenklievers over een kerfzaag, een boogzaag, een bijl en een ontschorsingsmes. Voor het klieven gebruikten ze een kliefhamer of moker, waarmee de gezaagde stukken doormidden werden gedeeld, met behulp van een kloofwig of driehoekig stuk metaal. Het klieven zelf vereiste verschillende kliefmessen en kliefhamers. Eenmaal klaar werden de latten gebundeld met behulp van een lattenpaard.

## Einde van het lattenklieven
Na 1950 bleven nog nauwelijks lattenklievers over en begin de jaren zeventig waren ze helemaal verdwenen. De plafondlatten waren definitief vervangen door spaanplaten en pleisterplaten. Alleen bij sommige restauraties van beschermde gebouwen worden ze soms nog aangewend. Hiervoor worden oude latten hergebruikt of worden bij een zeldzame lattenkliever nieuwe latten aangekocht.

## Herinneringen aan het lattenklieven
- De inwoners van Sint-Joris-ten-Distel dragen de bijnaam 'lattenklievers'.
- In de deelgemeente Sint-Joris-ten-Distel werd in 1994 het beeld De lattenkliever (door Jean-Claude Vanhaecke) onthuld.
- In de deelgemeente Maria-Aalter werd in 2012 het beeld De lattenklievers (door Marianne Turck) onthuld.
- De naam Lattenklieversstraat komt voor in Sint-Joris-ten-Distel en in Mara-Aalter.
- De voormalige provinciale collectie Bulskampveld bewaart en valoriseert een collectie werktuigen voor het lattenklieven.
- Om de techniek niet verloren te zien gaan, worden tijdelijke (rondreizende) tentoonstellingen georganiseerd en opleidingen georganiseerd voor beginnende lattenklievers. Er worden ook hedendaagse nieuwe toepassingen voor het gebruik van de latten gevonden (decoratieve geluidsabsorberende wanden voor auditoria, conferentiezalen, kantoren, restaurants), tuinafsluitingen, drooginstallaties voor geitenkaas, stapelplaatsen voor flessen).